# Amyema hastifolia
Amyema hastifolia är en tvåhjärtbladig växtart som först beskrevs av Ridley, och fick sitt nu gällande namn av Danser. Amyema hastifolia ingår i släktet Amyema och familjen Loranthaceae. Inga underarter finns listade i Catalogue of Life.